# Spilosoma caucasica
Spilosoma caucasica är en fjärilsart som beskrevs av Schaposchnikoff 1904. Spilosoma caucasica ingår i släktet Spilosoma och familjen björnspinnare. Inga underarter finns listade i Catalogue of Life.